# Нововідрадне
Нововідра́дне (до 1948 — Аджи-Бай, крим. Acı Bay) — село Керченського району Автономної Республіки Крим.

## Відомі люди
- в селі народився Полулях Олександр Данилович — український гірничий інженер-збагачувач, доктор технічних наук (1996), професор.